# بلازیوس مرم
بلازیوس مرم (انگلیسی: Blasius Merrem؛ ۴ فوریهٔ ۱۷۶۱ – ۲۳ فوریهٔ ۱۸۲۴) یک گیاه‌شناس اهل آلمان بود.